# فیلم در ۲۰۰۳
فیلم در ۲۰۰۳ فیلم‌های پخش شده و اتفاقات سینمایی در ۲۰۰۳ را شامل می‌شود.

## پرفروش‌ترین فیلم‌ها
ده فیلم پرفروش جهانی در ۲۰۰۳:
| رتبه | عنوان                                    | پخش‌کننده       | فروش جهانی     |
| ---- | ---------------------------------------- | -------------- | -------------- |
| ۱    | ارباب حلقه‌ها: بازگشت پادشاه              | نیولاین        | $1,140,682,011 |
| ۲    | در جستجوی نمو                            | دیزنی          | $871,014,978   |
| ۳    | ماتریکس: بارگذاری مجدد                   | برادران وارنر  | $739,412,035   |
| ۴    | دزدان دریایی کارائیب: نفرین مروارید سیاه | دیزنی          | $654,264,015   |
| ۵    | بروس قادر مطلق                           | یونیورسال      | $484,592,874   |
| ۶    | آخرین سامورایی                           | برادران وارنر  | $454,627,263   |
| ۷    | نابودگر ۳: خیزش ماشین‌ها                  | برادران وارنر  | $433,371,112   |
| ۸    | انقلاب‌های ماتریکس                        | برادران وارنر  | $427,343,298   |
| ۹    | ایکس ۲                                   | فاکس قرن بیستم | $407,711,549   |
| ۱۰   | پسران بد ۲                               | سونی           | $273,339,556   |